# Anginon fruticosum
Anginon fruticosum är en flockblommig växtart som beskrevs av I.Allison och B.-e.van Wyk. Anginon fruticosum ingår i släktet Anginon och familjen flockblommiga växter. Inga underarter finns listade i Catalogue of Life.